# ربات اینترنتی
ربات‌های اینترنتی (Internet bots) برنامه‌هایی هستند که به‌صورت خودکار وظایفی را در اینترنت انجام می‌دهند.  این وظایف معمولاً ساده و تکراری هستند و ربات‌ها می‌توانند آن‌ها را بسیار سریع‌تر از انسان‌ها انجام دهند. 
ربات‌ها نقش مهمی در عملکرد اینترنت دارند.  آن‌ها می‌توانند به بهبود خدمات کمک کنند، اما در عین حال، اگر به‌درستی مدیریت نشوند، می‌توانند مشکلاتی مانند انتشار اطلاعات نادرست یا افزایش آمدوشد ناخواسته ایجاد کنند. 

## کاربردهای ربات‌های اینترنتی
۱. خزنده‌های وب (Web Crawlers): این ربات‌ها صفحات وب را بررسی و اطلاعات آن‌ها را جمع‌آوری می‌کنند.  موتورهای جستجو مانند گوگل از این ربات‌ها برای فهرست‌بندی صفحات وب استفاده می‌کنند. 
۲. چت‌بات‌ها (Chatbots): ربات‌هایی که می‌توانند با کاربران گفتگو کنند.  آن‌ها در خدمات مشتری، پاسخ به سؤالات متداول و حتی سرگرمی کاربرد دارند. 
۳. ربات‌های اجتماعی (Social Bots): این ربات‌ها در شبکه‌های اجتماعی فعالیت می‌کنند و می‌توانند پست‌ها را منتشر کنند، لایک بزنند یا نظراتی بنویسند.  برخی از آن‌ها برای تبلیغات یا تأثیرگذاری بر افکار عمومی استفاده می‌شوند. 
۴. ربات‌های مخرب (Malicious Bots): برخی ربات‌ها برای اهداف مخرب طراحی شده‌اند، مانند ارسال هرزنامه، انجام حملات سایبری یا سرقت اطلاعات. 

## مقابله با ربات‌های ناخواسته
برای جلوگیری از فعالیت ربات‌های ناخواسته، وب‌سایت‌ها می‌توانند از فایل robots.txt استفاده کنند تا به ربات‌ها بگویند کدام بخش‌ها را بررسی نکنند.  همچنین، آزمون‌های CAPTCHA طراحی شده‌اند تا تشخیص دهند که آیا کاربر انسان است یا ربات. 

## توضیحات فنی
ربات اینترنتی، همچنین به عنوان یک ربات وب، ربات یا به اختصار  بات شناخته می‌شود، که یک نرم‌افزار کاربردی است که وظایف خودکار (اسکریپت‌ها) را از طریق اینترنت انجام می‌دهد. به‌طور معمول، ربات‌ها کارهایی را که هم ساده و هم از نظر ساختاری تکراری هستند، با سرعت بسیار بالاتر از آنچه ممکن است برای تنها یک انسان امکان‌پذیر باشد، انجام می‌دهند. بیشترین استفاده از ربات‌ها در کارکرد عنکبوتی در وب (خزنده وب) است که در آن یک اسکریپت خودکار اطلاعات سرورهای وب را، در بسیاری از مواقع مانند سرعت یک انسان، تجزیه و تحلیل می‌کند. بیش از نیمی از کل ترافیک وب در اثر فعالیت رباتها تشکیل شده‌است. تلاش سرورهای وب سایت‌های میزبان برای مقابله با ربات‌ها متفاوت است. سرورها ممکن است با اجرای یک فایل robots.txt قوانینی را در مورد رفتار بات‌های اینترنت پیاده‌سازی کنند: این فایل به سادگی متنی است که قواعد حاکم بر رفتار یک ربات را در آن سرور نشان می‌دهد. هرگونه رباتی که در هنگام تعامل با هر سرور است و از این قوانین پیروی نکند، باید از نظر تئوری، از دسترسی به آن وب‌سایت آسیب دیده، منع دسترسی یا حذف شود. اگر تنها پیاده‌سازی قانون توسط یک سرور، فایل متنی ارسال شده باشد که با هیچ برنامه / نرم‌افزار / برنامه کاربردی ای مرتبط نباشد، بنابراین رعایت آن قوانین کاملاً داوطلبانه است - در واقعیت، هیچ راهی برای اجرای آن قوانین یا حتی اطمینان از اینکه ایجاد کننده بات یا اجراکننده آن از مطالب فایل robots.txt اطلاع می‌یابد، یا حتی آن را می‌خواند، وجود ندارد. بعضی از رباتها «خوب» هستند - به عنوان مثال عنکبوت‌های موتور جستجو - در حالی که دیگران می‌توانند برای انجام حملات مخرب و خشن، و در صدر آن‌ها در مبارزات سیاسی، مورد استفاده قرار گیرند.

## آی اِم وآی‌آرسی
برخی از رباتها با دیگر کاربران سرویس‌های مبتنی بر اینترنت ، از طریق پیام رسانی فوری (IM)، اینترنت رله چت آی‌آرسی (IRC) یا رابط‌های وب دیگری مانند بات‌های فیس‌بوکی و بات‌های توئیتری ارتباط برقرار می‌کنند. این چتربات‌ها ممکن است به افراد اجازه دهند سوالات را به زبان انگلیسی ساده بپرسند و سپس پاسخ مناسبی را تهیه کنند. این ربات‌ها اغلب می‌توانند کارهای بسیاری از جمله گزارش وضعیت آب و هوا، اطلاعات کد پستی، نمرات ورزشی، تبدیل ارز یا واحدهای دیگر و غیره را انجام دهند. سایر موارد مانند SmarterChild در AOL Instant Messenger و MSN Messenger برای سرگرمی مورد استفاده قرار می‌گیرند.
نقش دیگر ربات‌های IRC ممکن است این باشد که در پس زمینه کانال گفتگو کمین کند، در مورد برخی از عبارات گفته شده توسط شرکت کنندگان (بر اساس تطبیق الگو) اظهار نظر کند. این گاهی اوقات به عنوان یک سرویس کمک کننده برای کاربران جدید یا سانسور دشنام‌گویی استفاده می‌شود.

## ربات‌های شبکهُ اجتماعی
ربات‌های شبکه‌های اجتماعی مجموعه ای از الگوریتم‌ها هستند که وظیفه مجموعه‌های تکراری از دستورالعمل‌ها را برای برقراری خدمات یا ارتباط بین کاربران شبکه‌های اجتماعی به عهده می‌گیرند. طرح‌های مختلف ربات‌های شبکه ای متفاوت از ربات‌های چت است، الگوریتم‌هایی برای مکالمه با کاربر انسانی طراحی شده‌اند، همچنین الگوریتم‌هایی برای تقلید از رفتارهای انسانی طراحی شده‌اند تا با الگوهای رفتاری مشابه با کاربر انسانی ارتباط برقرار کنند. تاریخچه ربات‌های اجتماعی را می‌توان تا آلن تورینگ در دهه ۱۹۵۰ و دیدگاه وی در زمینه طراحی مجموعه ای از کدهای دستورالعمل‌ها که از آزمون تورینگ عبور کند، دنبال کرد. از سال ۱۹۶۴ تا ۱۹۶۶، ELIZA، که یک برنامه کامپیوتری پردازش زبان طبیعی ایجاد شده توسط جوزف ویزنباوم بود، یک نشانگر اولیه الگوریتم‌های هوش مصنوعی است که از برنامه نویسان رایانه ای الهام می‌گیرد تا برنامه‌هایی وظیفه محور طراحی کنند که می‌توانند الگوهای رفتاری را با مجموعه دستورالعمل‌های آنها مطابقت دهند. در نتیجه، پردازش زبان طبیعی به یک عامل مؤثر در توسعه هوش مصنوعی و ربات‌های اجتماعی تبدیل شده‌است چرا که پیشرفت‌های نوآورانه فناوری در کنار پیشرفت گسترش گسترده اطلاعات و اندیشه در وب سایت‌های رسانه‌های اجتماعی به وقوع می‌پیوندد.
گزارشهای مربوط به مداخلات سیاسی در انتخابات اخیر، از جمله انتخابات عمومی۲۰۱۶ ایالات متحده و ۲۰۱۷ بریتانیا، به دلیل مسائل اخلاقی که بین طراحی ربات و طراح ربات به چالش کشیده می‌شود، این مفهوم را مطرح کرده‌است که شیوع استفاده از ربات‌ها بیشتر می‌شود. به گفته امیلیو فرارا، یک دانشمند علوم رایانه از دانشگاه کالیفرنیای جنوبی در گزارش‌های ارتباطات ACM، فقدان منابع در دسترس برای اجرای بررسی حقایق و تأیید اطلاعات، منجر به حجم زیادی از گزارش‌های دروغین و ادعاهای مطرح شده در مورد این ربات‌ها در رسانه‌های اجتماعی می‌شود. در مورد توییتر، اکثر این ربات‌ها با قابلیت فیلتر جستجو برنامه‌نویسی شده‌اند که کلمات و عبارات کلیدی را هدف قرار می‌دهند تا در جهت نفع یا مخالف برنامه‌های سیاسی منعکس شده و آنها را مجدداً بازخوانی (ریتوییت) می‌کنند. در حالی که تمرکز ربات‌ها برای پخش اطلاعات غیرقابل اطمینان در سراسر بستر رسانه‌های اجتماعی برنامه‌ریزی شده‌است این یک چالش است که برنامه نویسان در پی یک فضای سیاسی خصمانه با آن روبرو می‌شوند. توابع باینری بر روی برنامه‌ها تعیین می‌شوند و با استفاده از یک رابط برنامه کاربردی تعبیه شده در وب سایت رسانه‌های اجتماعی، توابع وظیفه محور مشخص را اجرا می‌کنند. Bot Effect همان چیزی است که فررا به عنوان وقتی که اجتماعی شدن رباتها و کاربران انسانی اتفاق می‌افتد که در پی آن آسیب‌پذیری نشت اطلاعات شخصی و قطبی شدن تأثیرات را در خارج از اخلاقیات کد ربات ایجاد می‌کند، گزارش می‌دهد. به گفته گیلوری کرامر در مطالعه خود، وی رفتار کاربرانی بی‌اراده ازنظر احساسی و تأثیر رباتها بر روی آنان را مشاهده می‌کند، که از تغییر ادراک واقعیت سخن می‌گوید.